# Jasminum grandiflorum

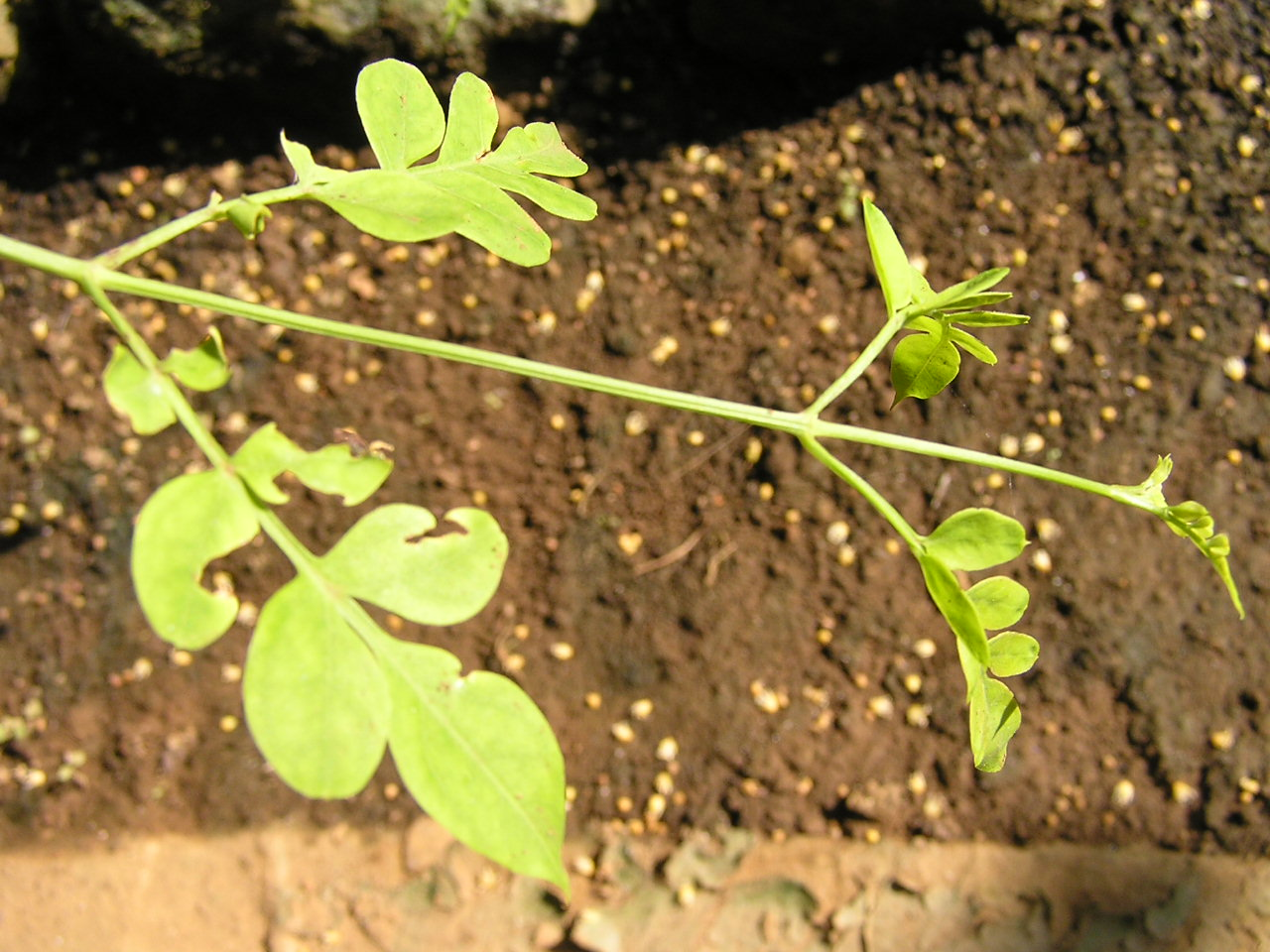
Detalhe da folha.

Jasminum grandiflorum é uma espécie de plantas com flor do género Jasminum, da família Oleaceae, com distribuição natural nas vertentes sul dos Himalaias, mas naturalizado na Península Ibérica onde é conhecida por jasmim-espanhol..

## Descrição
Esta espécie de Jasminium é uma liana trepadora nativa do sopé dos Himalaia, que tende a crescer desordenadamente, comportando-se em algumas circunstâncias como espécie invasora. Em presença de uma estrutura de suporte adequada pode chegar até aos 6 a 7 m de altura, formando uma copa semi-densa pendente que recobre a vegetação existente abaixo.
As folhas são de coloração verde brilhante, compostas, pinadas, de filotaxia oposta, com 5 a 9 folíolos de 1,5 a 3 cm de comprimento.
As flores são de coloração branca com laivos rosáceos, com um diâmetro de 2 a 3 cm. As pétalas são ricas em osmóforos pelo que são muito perfumadas. A espécie distingue-se de Jasminum officinale por esta ter as flores totalmente brancas com um perfume mais suave. A espécie apresenta flores durante grande parte do ano.

## Taxonomia
Jasminum grandiflorum foi descrita por  Carolus Linnaeus e foi publicado em Species Plantarum, Editio Secunda 1: 9. 1762.
O nome genérico Jasminum tem como etimologia o nome latino destas plantas, o qual deriva da palavra de origem persa yasamin transmitida através do árabe yasmin. O epíteto específico grandiflorum é de origem latina e significa "com flores grandes".
A espécie tem uma larga sinonímia, a qual inclui:
- Jasminum officinale f. grandiflorum (L.) Kobuski
- Jasminum officinale var. grandiflorum (L.) Stokes
- Jasminum officinale subsp. grandiflorum (L.) E.Laguna[5][6]

subsp. floribundum (R.Br. ex Fresen.) P.S.Green
- Jasminum floribundum R.Br. ex Fresen.
- Jasminum steudneri Schweinf. ex Baker

subsp. grandiflorum 
- Jasminum aureum  D.Don
- Jasminum catalonicum DC.
- Jasminum grandiflorum var. plenum Voigt
- Jasminum hispanicum DC.